# Locketina versa
Locketina versa là một loài nhện trong họ Linyphiidae.
Loài này thuộc chi Locketina. Locketina versa được George Hazelwood Locket miêu tả năm 1982.